# Coprinellus verrucispermus
Coprinellus verrucispermus es una especie de hongo en la familia Psathyrellaceae. El hongo fue identificado en un estudio de suelos de la región norte-central de Nueva Gales del Sur, Australia. Inicialmente ubicado en el género Coprinus, adquirió su nombre actual en el 2001.